# Escola polonesa de cartells

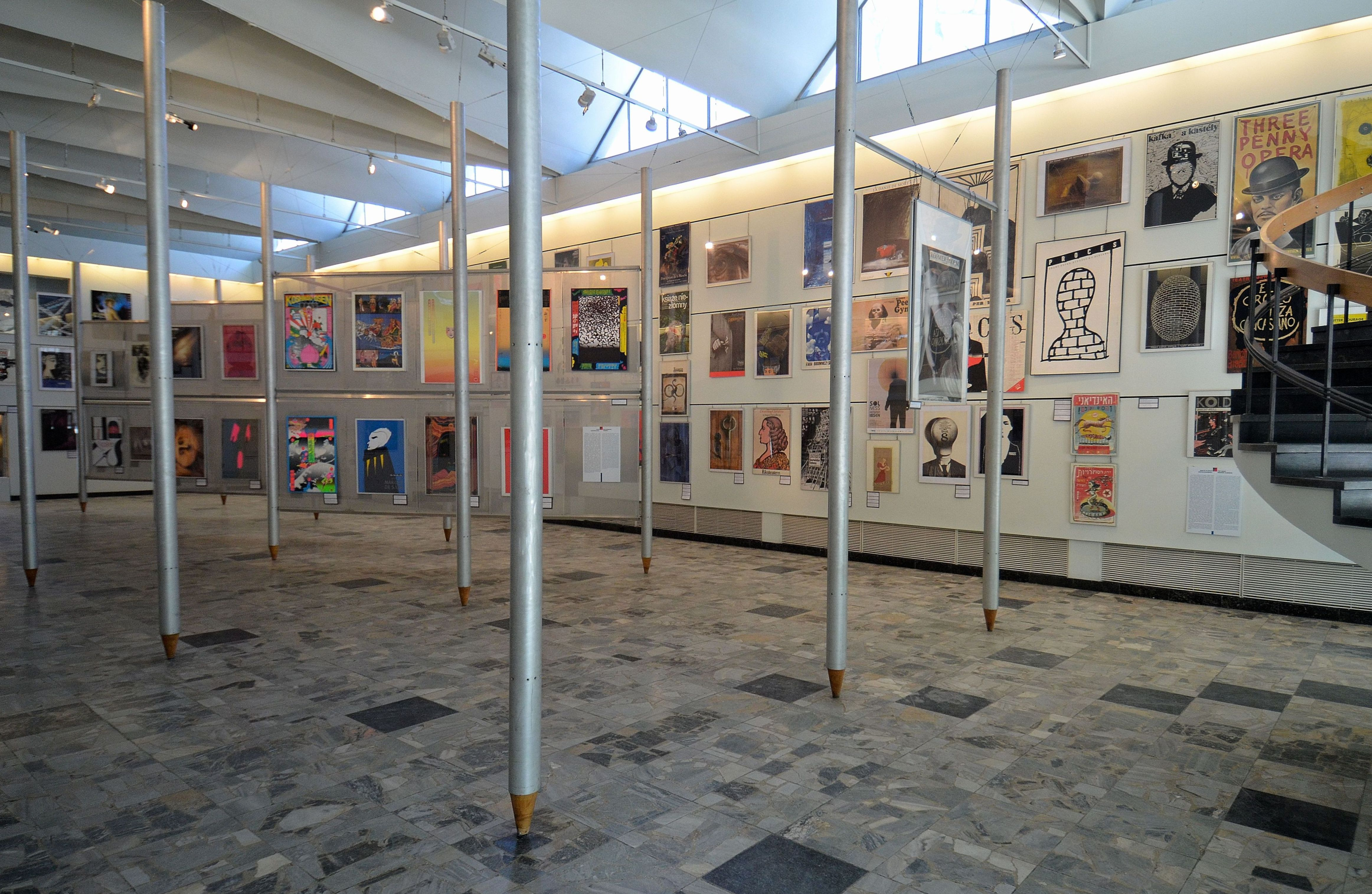
Museu del cartell de Wilanów

L'Escola polonesa de cartells és el nom genèric donat a un conjunt d'artistes de Polònia que es dedicaren al cartellisme, amb una producció que se situa principalment entre 1945 i 1989. S'enquadraren dintre del corrent Polska skola plakatu i combinaven l'estètica de la pintura amb el missatge metafòric del cartell publicitari. Els seus pòsters estan influenciats pel disseny gràfic internacional barrejat amb un component subjectiu que demana la participació activa del lector. Són creacions totalment pròpies que van des d'imatges tretes del món fantàstic amb un cert punt de terror a fotomuntatges o collages d'imatges apropiades de l'imaginari col·lectiu.

## Història
Des de 1925, el cartell polonès havia sigut distingit en els concursos internacionals, i les seves qualitats gràfiques i de síntesis havien estat reconegudes. Les condicions polítiques i socials específiques de després de la guerra el portaren a transformar el seu camp d'acció, de medi comercial a ser un agent cultural. La seva funció no es limità només a vendre més, utilitzant els mitjans propis i els medis grafistes.
A principi de segle xx el cartell acostumava a ser l'única imatge laica que decorava les parets de les llars europees. Polònia era llavors un país tècnicament endarrerit, i políticament repartit entre les tres potències estrangeres que l'ocupaven. Tot i això, a Polònia també va desenvolupar-se ricament la litografia a color, i amb aquesta tècnica van aparèixer els primers cartells obra dels pintors Józef Mehoffer i Stanisław Wyspiański. Encara es conserva un original de 1892 en què s'anuncia la navegació pel riu Vístula. En aquesta època, la influència plàstica de l'Art Nouveau va ser rebutjada pels creadors polonesos, que van preferir mantenir-se fidels a l'escola històrico-costumista, tan de moda a finals del segle passat. No fou fins al 1904, data en què Karol Frycz edità "El maletí de Melpòmene", un disseny al·legòric a la dramatúrgia clàssica polonesa; a aquesta obra ja es fa evident l'abandonament de la pintura convencional, cosa que marcaria el moment d'aparició del cartell artístic a Polònia. Però les formes tradicionals persistiren fins als anys posteriors a la Primera Guerra Mundial, en què els nous corrents pictòrics europeus penetraren en el país de la mà de creadors com Pronaszko Czyzewski o Witkiewicz, que realitzaren excel·lents projectes per a diverses fires i exposicions.
En la dècada dels anys 20, les influències del cubisme i el dadaisme, amb la seva nova concepció del món, transformaren també els conceptes de bellesa i art. Les tècniques pictòriques hagueren de cedir espai a altres mitjans més mecanitzats -tipografia, fotografia, gravat, etc.-, i els bons burgesos s'escandalitzaren amb les obres de Berlewi i Szczuka, aquest últim un dels pioners del fotomuntatge. D'aquesta manera, el cartell començà a crear el seu propi llenguatge gràfic i, sempre relacionat amb la pintura, evolucionaria d'acord amb la resta d'arts plàstiques durant tot el segle xx.
En aquest període d'entreguerres el cartell conquistà definitivament el carrer gràcies al desenvolupament de l'activitat publicitària. Les conseqüències d'aquesta nova situació van ser perfectament definides pel cartellista francès Cassandre, que va exercir una considerable influència sobre els grafistes polonesos. Fascinats per l'obra d'aquest, alguns joves pintors van escollir el cartell com a mitjà d'expressió i de vida. Destaquen entre ells els noms de Gronowski i Trepkowski. Tadeusz Gronowski, guanyador de diversos premis a París i Múnic, va dissenyar el cartell publicitari del detergent “Radion” en què un gat negre es tornava blanc, i que apareix en totes les antologies de grafistes de l'època. Per arribar al gran públic, Gronowski se servia d'imatges sense paraules, tractant de provocar associacions d'idees. Utilitzava color nets que, gràcies a una tècnica especial, aconseguien una lluminositat extraordinària i una certa elegància d'estil. Quant a Tadeuz Trepkowski, a finals dels anys trenta va arribar a sintetitzar tots els avenços que hi havia fins aleshores. La seva obra, basada en el signe gràfic, només va ser descoberta després de la guerra, i va contribuir al desenvolupament en aquesta àrea del grafisme.
El final de la Segona Guerra Mundial va marcar l'inici d'un nou període en el desenvolupament del cartellisme a Polònia. Les zones edificades a Polònia tenien tancaments de fusta que ràpidament es cobrien de cartells. Aquestes tanques es van convertir en les substitutes d'uns museus i galeries absents, i els pòsters esdevingueres l'art del carrer del moment. Aquest moment és el del sorgiment d'una nova branca dintre l'art: l'Escola polonesa de cartells. Dels anys 50 als 80, l'Escola relacionà estretament les experiències i ambicions de la pintura barrejant-les amb la concisió i facilitat d'adaptar la metàfora pròpia del pòster. La distinció entre el dissenyador i l'artista desaparegué. El cartell polonès esdevingué una tradició nacional i fou reconegut com el millor art de cartells contemporani, comparable a França i la seva Belle Époque de 1890.
Els cartells polonesos eren més que imatges gràfiques distants i fredes, també revelaven l'artista, la seva relació emocional amb el tema i la seva crítica a la societat. Sovint utilitzaven el camuflatge i la ironia per comunicar-se amb el públic. El simbolisme era freqüentment genèric: els ossos representaven la contemporània Unió Soviètica, però altres cops amagaven significats específics per a cada cartell. Així, els cartells polonesos havien de ser més que visualitzats, havien de ser llegits i analitzats. Quan el cartellisme polonès va creuar la fina línia entre la comunicació visual i l'art, es convertí en una branca creativa de l'art contemporani.
El sistema polític a Polònia després de la Segona Guerra Mundial va influir en gran manera al desenvolupament del disseny de cartells. Des del 1945, Polònia va ser governada per un règim comunista, la República Popular de Polònia. Sota aquest govern, tots els medis -incloent el cartell- reberen un fort impuls en el seu estatus, però sempre subjectes a una gran censura. Els cartells eren encarregats per l'estat com a medi de propaganda per a causes socials i esdeveniments culturals. Durant aquest període, l'Escola polonesa de cartells portà el disseny de cartells cap a les belles arts. En l'etapa posterior a la guerra trobem la primera generació d'artistes. Es considera que els fundadors de l'Escola foren Eryk Lipiński Józef Mroszczak, Henryk Tomasewski i Tadeusz Trepkowski. Cada un va contribuir al seu estil únic: paleta de pintor, estil d'esbós ràpid ple d'associacions inesperades, un fort sentiment del color, metàfores surrealistes, composicions concises i la utilització del simbolisme.
En la dècada dels anys 60, Polònia va aconseguir una certa autonomia política de l'URSS, i la cultura cada cop es va esdevenir el centre de la vida pública. L'Estat com a patrocinador i controlador de les arts va donar reconeixement al cartellisme com a forma d'art i li prestà suport en diverses formes, incloent l'establiment de l'educació en disseny de cartells a la universitat polonesa d'art, i organitzant competicions nacionals de cartells per tota Polònia. Durant aquest període, el disseny de cartells es converteix en una professió ben reconeguda, atraient artistes de diverses disciplines: impremta, fotografia, il·lustració, escultura, i pintura, tots contribuint a l'art del cartellisme. En aquests anys 50-60, destacà la segona generació d'artistes nascuts entre 1920 i 1930, com Roman Cieślewicz, Wiktor Górka, Hubert Hilscher, Jan Lenica, Jan Mlodozeniec, Marian Stachurski, Franciszek Starowieyski, Waldemar Świerzy i Maciej Urbaniec. Ells van continuar el treball de la primera generació però amb un estil més contingut, més intel·lectual. Alguns artistes de la segona generació optaren per l'imaginari fantàstic i surrealista, mentre que altres triaren l'abstracció. Aquests van ser els que van popularitzar el cartell polonès fora del país.
Els 70 foren testimoni de la disminució de la supervisió directa de l'Estat cap als medis, exercint cada cop menys influència en el contingut dels cartells. En aquesta atmosfera de llibertat artística, el disseny de cartells va arribar a les seves màximes quotes, amb dissenys més dinàmics, més expressius i més artístics. També van convertir-se en un exercici més intel·lectual i un repte pels artistes que introduïen les seves pròpies idees en les seves obres encara amb suport de l'Estat.
La tercera generació (1960-1980), d'artistes ja nascuts després de la guerra, aplegà noms com Jerzy Czerniawski, Stasys Eidrigevičius, Marek Freudenreich, Mieczysław Górowski, Lech Majewski, Rafał Olbiński, Andrzej Pagowski, Wiktor Sadowski, Jan Sawka i Wiesław Wałkuski. Ells van introduir dissenys més agressius amb intenció de sorpresa, provocar o pertorbar les creences o els valors de l'espectador, sovint a través de missatges polítics i/o socials camuflats. En 1989 la introducció de l'economia del mercat lliure a Polònia va canviar espectacularment el paper del cartell. Els cartells publicitaris van començar a substituir el cartell com a art, la creativitat. La marca registrada de l'originalitat dels cartells polonesos va començar a desaparèixer.

## Tipologies de cartells culturals
Els cartells que el règim comunista feu dissenyar als artistes abraçaren tota una gama de temes. Alguns eren socials i polítics, com també promocionals i publicitaris. Però una gran part de la producció cartellista es destinà a iniciatives culturals que el govern patrocinava:

### CYRK
Durant l'època
de major esplendor del cartell polonès, un dels temes més reconeguts i més aclamats en els cartells eren del cyrk (circ). Es van conèixer pel domini de qualitats artístiques específiques: gest pictoricista, colors vibrants, escriptura cal·ligràfica i un humor que també amagava missatges.

### Cartell teatral
En les diferents formes del teatre (comèdia, tragèdia, musical, òpera, ballet, etc.) hi ha un espai imprescindible per a l'expressió d'opinions i emocions. Els cartells teatrals, com les representacions visual teatrals, es van tornar un focus artístic molt important.
El cartell de teatre pròpiament dit, fins als anys 40 només va tenir presència testimonial i esporàdica. En 1944 els carrers de Cracòvia es decoraren amb el cartell “La Boda”, un excel·lent disseny de Tomasewski que subratllava el caràcter nacional i l'aroma popular del drama de Stanisław Wyspiański. Però el realisme socialista, imposat per decret, no permetia un desenvolupament harmònic de la plàstica en general, i el cartell en particular. Amb la normalització de la vida civil i la creació de diverses institucions culturals, el cartell va anar obrint-se pas a poc a poc en la vida teatral. En els anys 50, el cartell va exercir un paper molt especial a Polònia. En moure's en un camp menys controlat que altres, era possible introduir-hi certes novetats i formalismes, i va ser en aquest camp on l'art polonès va arribar a les més altes quotes de valor i originalitat, difícils de trobar en altres disciplines, gràcies al fet d'haver aconseguit un estil propi a base de perills i d'experimentacions de disciplina i de sentit de l'humor, de bascular entre el sublim i el grotesc. És aquest alt nivell de qualitat, així com la diversitat de clients i de projectes, cosa que permet considerar el cartell teatral com un fenomen específic. En la seva anàlisi es poden distingir quatre èpoques ben diferenciades. Un primer període abraçaria des de 1944 fins a 1953 (data en què es va celebrar la primera Exposició del Cartell Polonès, amb tota una sèrie de discussions teòriques que la van acompanyar). Aquests deu anys es caracteritzen per la pressió constant de criteris obsolets i simplistes imposats per una política cultural de partit. En el cartell, dominava el simbolisme que, a força de repetir certs signes coneguts, va acabar per tornar-se banal. Projectes notables d'aquesta època són “Teatre Sirena. Pròxima estrena!”, d'Eryk Lipinski, i “El Senyor Geldhab”, de Tadeusz Gronowski.
Des de 1953 a mitjans els 60, canvià el clima de la vida política, i els estereotips cediren pas a la reflexió intel·lectual. El centre de gravetat en el cartell es desplaçà a la metàfora. Primer, en el camp del cinema; i després el del teatre seguí el mateix camí. A partir de 1956, el cartell de teatre creà les millors obres de la seva història, aprofitant la riquesa del repertori, l'activitat dels directors d'avantguarda i la posada al dia dels clàssics del romanticisme nacional. La llibertat d'interpretació del tema, la possibilitat de donar una lectura plàstica, donaren a cada autor la possibilitat d'oferir la seva visió personal de l'espectacle que havia d'anunciar. Es simplificà l'estructura de les imatges, i cresqué al mateix temps el dipòsit dels signes assimilats pel públic. La forma es reduí i el cartell obligà el receptor a col·laborar en la lectura del missatge subjacent. Els projectes de Cieslewicz, Lenica, Mlodozeniec, Starowieyski, Świerzy i Tomaszewski es caracteritzaren per un acusat grafisme, una brillant imaginació, i una aportació de nous elements creatius. Els artells editats pels teatres de Varsòvia atragueren l'atenció no tan sols de la crítica especialitzada, sinó també del públic en general. Nasqué en aquests anys l'expressió “Escola Polonesa” referida al camp del cartell, i encara que després la denominació ressorgí, la d'aquella època fou la més original i autèntica. Els anys 70 consagraren aquests moment d'esplendor i afegiren uns quant noms més a la nòmina de grafistes. Jan Jaromir Aleksiun, Maciej Urbaniec i Jerzy Czerniawski] són alguns dels més notables. L'aparició d'un cartell firmat per qualsevol d'aquests autor suposava un esdeveniment artístic, i en fer-se a Opole la “I Exposició del Cartell Polonès” tots ells van ser premiats per la seva contribució al desenvolupament del cartell teatral. En 1975 s'inaugurà el Museu del Cartell a Wilanów amb una significativa exposició de tot l'art gràfic polonès. En ella, els cartells constituïren l'aportació fonamental per a entendre el desenvolupament de la nova generació de grafistes. També per aquests anys comencen a celebrar les Biennals Internacionals del Cartell a Varsòvia i Katowice. En la primera edició de la de Varsòvia, la medalla d'or va ser per a un anunci de Woyzeck, obra de Jan Lenica. Dues importants exposicions de “El cartell de teatre polonès” es van celebrar a Poznan el 1974 i a Münster el 1976, i aquesta última va suposar que els grafistes polonesos comencessin a col·laborar amb diversos teatres alemanys.
El quart període s'obrí amb la crisi econòmica de principis dels 80. Curiosament, la crisi, que va arribar de ple a la producció teatral, no va afectar gens l'activitat de grafistes i impressors. En aquests anys els artistes gràfics van deixar de ser contractats ocasionalment pels teatres, que començaren a tenir en compte l'estil de cada un, i la seva adequació al text a ser posat en escena. L'activitat dels teatres, per altra, part acostumà a completar-se amb el muntatge d'exposicions antològiques de cartells, centrades en la figura d'algun dramaturg polonès, com Witkiewicz, Gombrowicz, Rózewicz o Mrozek. A destacar en aquest aspecte la labor desenvolupada pel teatre Jan Kochanowski, d'Opole, i el Teatre Nou, de Varsòvia. També en els certàmens internacionals dels 80 foren anys d'èxits per als autors polonesos, encara que molts dels seus originals només podien ser entesos per un públic que en conegués el context.
A Catalunya, es conserven exemples d'aquests tipus de cartells en el fons de la col·lecció del Centre de Documentació i Museu de les Arts Escèniques (MAE), amb quasi 200 cartells d'artistes polonesos com Franciszek Starowieyski, Jan Mlodozeniec, Janusz Leon Wiśniewski, Maciej Urbaniec o Jan Lenica.

### Cartells cinematogràfics
Durant el període de postguerra hi va haver un renaixement de la indústria cinematogràfica. Això va fer que els cartells
cinematogràfics es tornessin una part pionera dintre d'aquesta escola, desenvolupant un estil de sintetitzar la quintaessencia de la pel·lícula a través d'una imatge artística més enllà de la representació tradicional d'una simple escena.

### Cartells d'exposicions
Les exposicions, especialment d'art clàssic i contemporani, eren freqüents i geogràficament esteses. Les exposicions de
cartells lideraven el nombre d'exposicions que es veien i que geogràficament, capturaven l'essència de les presentacions individuals.